# Nathaniel Phillips
Nathaniel "Nat" Harry Phillips (Bolton, 21 de março de 1997) é um futebolista profissional inglês que atua como defesa-central. Atualmente joga no West Bromwich.

## Infância
Nathaniel Harry Phillips nasceu a 21 de março de 1997 em Bolton, Grande Manchester.

## Carreira

### Início de Carreira
Em 2016, Phillips abandonou a academia do Bolton Wanderers. Após conseguir uma bolsa de estudos na Universidade da Carolina do Norte em Charlotte, Phillips treinou com o Huddersfield Town para manter os níveis de condição física. No entanto, dois dias antes do seu voo para os Estados Unidos, Nathaniel optou por juntar-se à academia do Liverpool.

### Liverpool
No verão de 2018, Phillips começou a treinar com a equipa principal do Liverpool, às ordens de Jürgen Klopp. No entanto, na temporada 2018–19, apenas jogou pela equipa Sub-23 dos Reds.

#### Empréstimo ao Stuttgart
A 7 de agosto de 2019, Phillips foi emprestado ao clube alemão VfB Stuttgart, da 2. Bundesliga, até ao final da temporada 2019–20. A 12 de agosto, fez a sua estreia profissional, substituindo Holger Badstuber aos 61 minutos de uma vitória por 1–0 sobre o Hansa Rostock, da 3. Liga, na 1ª ronda da DFB-Pokal.[carece de fontes?] Cinco dias depois, Nathaniel fez a sua estreia na Bundesliga, entrando como suplente numa vitória por 2–1 sobre o St. Pauli.
A 27 de dezembro de 2019, o Liverpool anunciou que, devido a uma crise de lesões no centro da defesa, o empréstimo de Phillips ao Stuttgart seria cancelado a 1 de janeiro de 2020. A 5 de janeiro, Nathaniel fez a sua estreia pelo Liverpool, jogando os 90 minutos de uma vitória por 1–0 sobre o Everton, na 3ª ronda da FA Cup contra o Everton. Oito dias depois, Phillips voltou a ser emprestado ao Stuttgart, até ao fim da temporada 2019–20.

#### Regresso ao Liverpool
A 31 de outubro de 2020, Phillips fez a sua estreia na Premier League pelo Liverpool, numa vitória por 2–1 sobre o West Ham. A 10 de março de 2021, fez a sua estreia na Liga dos Campeões, sendo eleito Homem do Jogo numa vitória por 2–0 sobre o RB Leipzig, permitindo aos Reds avançarem para os quartos-de-final da competição.
A 19 de maio de 2021, Phillips marcou o seu primeiro golo profissional, sendo também eleito Homem do Jogo numa vitória por 3–0 em casa do Burnley, na Premier League.
Na temporada 2021,22 Phillips jogou na vitória do Liverpool por 2–1 sobre o AC Milan, em San Siro, permitindo aos Reds terminar a fase de grupos da Liga dos Campeões com 6 vitórias em 6 jogos. Dias depois, foi anunciado que o defesa-central sofrera uma fratura facial durante o jogo. Com poucos minutos de jogo somados na primeira metade da época, Phillips confessou-se pronto para sair do Liverpool na janela de transferência de janeiro.

#### Bournemouth (empréstimo)
A 31 de janeiro de 2022, Phillips foi emprestado ao Bournemouth até ao final da temporada. Questionado sobre o empréstimo, Klopp comentou que: "Adorava tê-lo mantido [no Liverpool]" e que Nathaniel era "incrivelmente seguro [e uma] grande figura no treino". Phillips fez a sua estreia pelos Cherries a 6 de fevereiro, numa derrota por 1–0 frente ao Boreham Wood, da 5ª divisão, na 4ª ronda da FA Cup. Três dias depois, o defesa fez a sua estreia no Championship, numa vitória por 3 1Psobre o irmingham City

### Derby County
Phillips foi emprestado ao Derby County em 30 de agosto de 2024.

## Vida Pessoal
Nathaniel é filho do ex-futebolista Jimmy Phillips, tendo sido treinado pelo pai na academia do Bolton Wanderers. Encontra-se, desde 2023, numa relação com Molly Moorish-Gallagher, filha de Liam Gallagher, vocalista da banda Oasis.

## Estatísticas de Carreira
- Atualizado até 17 de janeiro de 2023 [29]

| Clube              | Temporada         | Campeonato        | Campeonato | Campeonato | Taça  | Taça  | Taça da Liga | Taça da Liga | Competições Europeias | Competições Europeias | Outros | Outros | Total | Total |
| Clube              | Temporada         | Liga              | Jogos      | Golos      | Jogos | Golos | Jogos        | Golos        | Jogos                 | Golos                 | Jogos  | Golos  | Jogos | Golos |
| ------------------ | ----------------- | ----------------- | ---------- | ---------- | ----- | ----- | ------------ | ------------ | --------------------- | --------------------- | ------ | ------ | ----- | ----- |
| Liverpool          | 2019–20           | Premier League    | 0          | 0          | 1     | 0     | 0            | 0            | 0                     | 0                     | 0      | 0      | 1     | 0     |
| Liverpool          | 2020–21           | Premier League    | 17         | 1          | 0     | 0     | 0            | 0            | 3                     | 0                     | 0      | 0      | 20    | 1     |
| Liverpool          | 2021–22           | Premier League    | 0          | 0          | 0     | 0     | 1            | 0            | 2                     | 0                     | —      | —      | 3     | 0     |
| Liverpool          | 2022–23           | Premier League    | 2          | 0          | 1     | 0     | 2            | 0            | 0                     | 0                     | 0      | 0      | 5     | 0     |
| Liverpool          | Total             | Total             | 19         | 1          | 2     | 0     | 3            | 0            | 5                     | 0                     | 0      | 0      | 29    | 1     |
| Stuttgart (emp.)   | 2019–20           | 2. Bundesliga     | 19         | 0          | 3     | 0     | —            | —            | —                     | —                     | —      | —      | 22    | 0     |
| Liverpool Sub-21   | 2021–22           | —                 | —          | —          | —     | —     | —            | —            | —                     | —                     | 1      | 0      | 1     | 0     |
| Bournemouth (emp.) | 2021–22           | Championship      | 17         | 0          | 1     | 0     | —            | —            | —                     | —                     | 0      | 0      | 18    | 0     |
| Total de Carreira  | Total de Carreira | Total de Carreira | 55         | 1          | 6     | 0     | 3            | 0            | 5                     | 0                     | 1      | 0      | 70    | 1     |

1. 1 2  Jogos na Liga dos Campeões
2. ↑  Jogo no EFL Trophy

## Títulos
Stuttgart
- Vice-campeão da 2. Bundesliga: 2019–20[30]

Bournemouth
- Vice-campeão do Championship: 2021–22[31]